# El niño y los sortilegios
El niño y los sortilegios: una fantasía lírica en dos partes (título original en francés: L'enfant et les sortilèges: Fantaisie lyrique en deux partes)  es una ópera en un acto, con música de Maurice Ravel y libreto de la escritora francesa Sidonie-Gabrielle Colette. Es la segunda ópera de Ravel, siendo la primera titulada La hora española (L'heure espagnole). Escrita desde 1917 hasta 1925, la ópera fue estrenada en Montecarlo en 1925 bajo la batuta de Victor de Sabata.
Después de habérsele ofrecido la oportunidad de escribir una obra musical, Colette escribió el texto en ocho días. Propusieron varios compositores a Colette para escribir la música, pero ella sólo se entusiasmó con la perspectiva de Ravel.

## Historia

### Composición
Durante la Primera Guerra Mundial, el director de la Ópera de París, Jacques Rouché, pidió a Colette escribir el texto para un ballet  de hadas. Habiendo aceptado la propuesta, Colette originalmente escribió la historia bajo el título Divertissements pour ma fille. Después de terminado el texto, Colette eligió a Maurice Ravel para darle música al texto, una copia del escrito le fue enviada durante el tiempo que estaba sirviendo en la guerra en 1916, sin embargo, el guion se extravió durante el envío. En 1917, Ravel finalmente recibió una copia y acordó completar la obra, con humor respondió a Collette, "me gustaría hacer esto, pero no tengo una hija". Debido a las obligaciones contractuales, Ravel se vio obligado a postergar este trabajo durante un tiempo, hasta que por fin fue finalizado en 1924. Collette, creyendo que el trabajo jamás se terminaría, expresó más tarde su enorme satisfacción en la finalización de la música, creyendo que su modesta escritura había sido elevada más allá de su pretensión inicial. Entonces, oficialmente bajo el título de L'enfant et les sortilèges, fue estrenada el 21 de marzo de 1925 en Montecarlo teniendo como director a Victor de Sabata, y coreografías de ballet por George Balanchine. Ravel dijo de la producción del estreno:
"Nuestro trabajo exige una producción extraordinaria: los papeles son numerosos, y la fantasmagoría es constante. Siguiendo los principios de la opereta estadounidense, el baile es una continuidad íntimamente ligada a la acción. Ahora la Ópera de Montecarlo posee un grupo maravilloso de bailarines rusos, increíblemente dirigidos por un prodigioso maestro de ballet , M. Balanchine... Y no nos olvidemos de un elemento esencial, la orquesta.",

### Representaciones
Marie-Thérèse Gauley cantó el papel del niño tanto en el estreno de Montecarlo como en la primera representación en la Opéra-Comique el 1 de febrero de 1926. El reparto original también incluyó a Henri Fabert como Veillard Arithmétique, Warnerey como el reloj y el gato, mientras que en la Opéra-Comique, dirigida por Albert Wolff y con coreografía de Louise Virard, el reparto incluyó a Germaine Féraldy, Mathilde Calvet, Madeleine Sibille, Roger Bourdin, René Hérent y Louis Guenot.
La ópera se vio en Praga (17 de febrero de 1927), Leipzig (6 de mayo de 1927) y Viena (14 de marzo de 1929). El estreno estadounidense se dio el 19 de septiembre de 1930 por la Ópera de San Francisco. El estreno canadiense de la obra fue una versión filmada realizada por CBC Television en 1950 con el director Wilfrid Pelletier.  No fue hasta el 3 de diciembre de 1958 que la ópera tuvo su primera representación en el Reino Unido en el Ayuntamiento de Oxford.
El niño y los sortilegios se representa poco; en las estadísticas de Operabase aparece la n.º 120 de las óperas representadas en 2005-2010, siendo la 14.ª en Francia y la primera de Ravel, con 28 representaciones en el período.

## Personajes
La partitura especifica que el fuego / la princesa / el ruiseñor deben ser cantados por el mismo cantante, y el pequeño viejo y la rana por el mismo. También especifica que el siguiente grupo o parejas de papeles pueden ser interpretados por el mismo cantante: madre / taza de porcelana / libélula ; el bergère / el búho; la gata / la ardilla; el gato / reloj abuelo; el sillón / el árbol.
| Personaje | Tesitura       | Reparto del estreno, 21 de marzo de 1925 (Director: Victor de Sabata) |
| --- | -------------- | --------------------------------------------------------------------- |
| L'enfant, el niño | mezzosoprano   | Marie-Thérèse Gauley                                                  |
| Parte 1 |                |                                                                       |
| Maman, la madre representada por una enorme falda | contralto      | Orsoni                                                                |
| Le fauteuil | bajo           | Julien Lafont                                                         |
| La bergère Luis XV | soprano        | Narsay                                                                |
| L'horloge comtoise, un reloj roto por el niño | barítono       | Warnery                                                               |
| Le théière, la tetera Wedgwood | tenor          | Gaston Dubois                                                         |
| La tasse chinoise, una taza de porcelana rota | mezzocontralto | Lucy                                                                  |
| Le feu, el fuego de la chimenea | soprano ligera | Mathilde                                                              |
| La princesse, la princesa arrancada de un libro de cuentos | soprano ligera | Bilhon                                                                |
| Une pastourelle | soprano        | Chorina                                                               |
| Un pâtre | contralto      |                                                                       |
| Le petit vieillard, el pequeño viejo representando un libro de matemáticas roto | tenor          | Henri Fabert                                                          |
| Le chat, el gato | barítono       | Chorina                                                               |
| La chatte, la gata | mezzosoprano   | Dubois-Lauger                                                         |
| Parte 2 |                |                                                                       |
| La chouette | soprano        |                                                                       |
| L'arbre, un árbol | bajo           | Baidaroff                                                             |
| La libellule, una libélula | mezzosoprano   | Viardot                                                               |
| Le rossignol, un ruiseñor | soprano ligera | Foliguet                                                              |
| La chauve-souris, murciélago viudo | soprano        | Lacroix                                                               |
| L'écureuil, una ardilla | mezzosoprano   | Lecourt                                                               |
| La rainette, la rana de árbol | tenor          | Sollières                                                             |
| Coro: Le banc, le canapé, le pouf, la chaise de paille (coro de niños); Pâtres y pastoures (pastores y pastoras - figuras arrancadas del papel pintado), Les chiffres (números maliciosos que ayudan al viejo a atormentar al niño -coro de niños-); árboles, animales. |                |                                                                       |

## Sinopsis
Lugar: antigua casa de campo en Normandía
Parte 1
Esta es la historia de un niño grosero que es reprendido por su madre por no haber hecho sus deberes. Después de ser regañado, el niño tiene un berrinche y destroza los objetos que hay en su habitación. Entonces se sorprende al ver que los objetos de su habitación cobran vida. Los muebles y la decoración empiezan a hablar. Incluso sus deberes se transforman en un maestro viejo rodeado de un coro de niños.
Parte 2
El dormitorio se convierte en un jardín lleno de animales y plantas cantando que han sido torturados por el niño. El niño intenta hacer las paces con los animales y las plantas, pero huyen de él debido a las heridas que les causó antes de que pudieran hablar. Lo dejan de lado, y en su soledad, finalmente grita llamando a su mamá. A raíz de esto, los animales se le echan encima y le atacan, pero los animales terminan a empellones entre ellos formando una bola y el niño aprovecha para hacerse a un lado. Una ardilla se hace daño y los animales dejan de pelearse. Ante la sorpresa de todos, el niño venda a la ardilla, que se desmaya agotado. Los animales se apiadan del niño, y deciden intentar ayudarlo en casa. Lo llevan de vuelta a su casa, y cantan en alabanza al niño. La ópera termina con el niño cantando "Maman", saludando a su madre, en el último compás de la partitura.

## Números
| Acto I - «J'ai pas envie de faire ma page ! » - El niño - «Bébé a été sage ? » - Mamá - «Ça m'est égal ! » - El niño - «Votre serviteur, humble Bergère » - La poltrona y el sillón - «Ding, ding, ding, ding » - El reloj - «How's your mug ? » - La tetera - «Keng-ça-fou, mah-jong » - La taza de porcelana china - «Oh ! Ma belle tasse chinoise ! » - El niño - «Arrière ! Je réchauffe les bons » - El fuego - «Adieu, Pastourelles ! » - Pastorcitos y pastorcitas - «Ah ! C'est elle ! » - El niño y la princesa - «Toi, le cœur de la rose » - El niño - «Deux robinets coulent dans un réservoir ! » - El viejo y los números - «Oh ! Ma tête ! » - El niño - «Duo miaulé » - Los gatos | Acto II - «Musique d'insectes, de rainettes, etc. » - El coro de animales - «Ah ! Quelle joie de te retrouver, Jardin ! » - El niño - «Nos blessures ! » - Los árboles - «Où es tu, je te cherche... » La libélula - Ronde des chauves-souris : «Rends-la moi... Tsk, Tsk... » El murciélago - Danse des rainettes - «Sauve-toi, sotte ! Et la cage ? La cage ? » - La ardilla - «Ah ! C'est El niño au couteau ! » - Instrumental - «Il a pansé la plaie... » - Instrumental - «Il est bon, El niño, il est sage » - Instrumental - «Maman » - El niño |

## Instrumentación
- Instrumentos de viento-madera: 2 flautas, piccolo, pito, flauta de émbolo, 2 oboes, corno inglés, 2 clarinetes, 1 clarinete requinto, 1 clarinete bajo, 2 fagots, 1 contrafagot
- Instrumentos de viento-metal: 4 trompas, 3 trompetas, 3 trombones, tuba
- Percusión: timbales, xilófono, bombo, triángulo, látigo, platillos, tam-tam, matraca, rallador de queso, bloque de madera, máquina de viento, crótalos, tambor
- Instrumentos de teclado: celesta, piano (luthéal en la versión original).
- Instrumentos de cuerda: arpa, quinteto de cuerdas